# باول وليامز (موسيقي)
باول وليامز (بالإنجليزية: Paul Williams)‏ هو موسيقي وكاتب أغاني أمريكي، ولد في 13 يوليو 1915 في تينيسي في الولايات المتحدة، وتوفي في 14 سبتمبر 2002 في نيويورك في الولايات المتحدة.

## وصلات خارجية
- الموقع الرسمي
- بول وليامز على موقع IMDb (الإنجليزية)
- بول وليامز على موقع ميوزك برينز (الإنجليزية)
- بول وليامز على موقع أول ميوزيك (الإنجليزية)
- بول وليامز على موقع ديسكوغز (الإنجليزية)